# خان الحاج مهدي
خان الحاج مهدي (بالفارسية: کاروانسرای حاج مهدی) هو خان تاريخي يعود إلى عصر القاجاريين، ويقع في كرمان.